# 판타지 라이프
《판타지 라이프》(Fantasy Life, ファンタジーライフ)는 LEVEL-5가 닌텐도 3DS용으로 개발한 롤플레잉 생활 시뮬레이션 게임이다. 이 게임은 2012년 일본에서 자체 출시되었으며 2014년 닌텐도에 의해 전 세계적으로 출시되었다. 이 게임은 히노 아키히로가 개발하고 제작했으며 우에마쓰 노부오가 음악을 맡았다.
2025년에 후속작 《판타지 라이프 i: 빙글빙글 용과 시간을 훔치는 소녀》가 발매됐다.

## 줄거리
이 게임은 카스텔레(Castle), 포트 푸에르토(Port Puerto), 알 마직(Al Maajik)의 3개 땅을 중심으로 둘러싸고 평원과 산으로 이루어진 환상의 세계인 레버리아(Reveria)를 배경으로 한다. 통치자인 카스텔레의 에릭 왕, 알 마직의 다미엔, 포트 푸에르토의 올리비아는 시민들을 다스리고 12가지 삶의 길을 선택할 수 있도록 안내하는 데 하루를 보낸다. 어느 날 이상한 보라색 운석이 플레이어의 집에 떨어지면서 이 평화로운 상태는 산산조각이 나고, 레버리아의 여신과 달 루나레스(Lunares)와 관련된 고대 예언에서 예언된 일련의 사건이 시작된다.
플레이어는 카스텔(Castele) 땅의 에릭(Erik) 왕으로부터 이러한 이상한 사건을 조사해 달라는 요청을 받았다. 운석은 나중에 세계 주민들에 의해 둠스톤(Doomstone)이라고 불렸으며 생물을 어둡고 파괴적인 에너지로 채울 수 있는 능력을 가지고 있기 때문이다. 그들은 말할 수 있는 빛나는 나비와 함께 이 탐구에 동참한다. 게임이 진행됨에 따라 나비는 그녀의 진짜 이름과 형태가 레버리아 사람들이 생명의 여신으로 숭배하는 셀레스티아(Celestia)의 딸인 유엘리아(Yuelia)임을 밝힌다.
그들은 곧 둠스톤이 천천히 무너지고 있는 레버리아를 둘러싸고 있는 돔 덩어리라는 것을 발견한다. 이것은 과거에 한 번 일어났지만 셀레스티아에 의해 중단되었고 그녀는 루나레스로 돌아갈 수 없었다. 유엘리아와 그녀의 여동생 노엘리아(Noelia)는 세상을 구할 수 있는 유일한 방법은 가능한 한 많은 사람들의 소원을 모아 루나레스로 가져가는 것이며, 그곳에서 그 소원이 돔을 완전히 복원하는 것임을 알게 된다. 플레이어와 두 자매는 성공적으로 루나레스로 여행을 떠났지만 곧 돔을 복원할 만큼의 소망이 없다는 것을 알게 된다. 레버리아에서의 생활에 만족한 유엘리아는 그녀가 결코 떠나지 않기를 바란다. 그 마지막 소원으로 세계의 종말을 막고 레버리아를 다시 한 번 구출하여 메인 스토리를 마친다.

## 평가
이 게임은 리뷰 집계 웹사이트인 메타크리틱에 따르면 평균 이상의 리뷰를 받았다. 일본에서는 파미츠(Famitsu)가 9점 3점, 8점 1점으로 총 40점 만점에 35점을 주었다.
IGN의 메간 설리번(Megan Sullivan)은 "인생 시뮬레이션과 RPG의 재미있는 조합"이며 "할 수 있는 다양한 활동을 제공한다"고 말했다. 반대로 폴리곤의 그리핀 맥엘로이(Griffin McElroy)는 "환상적이기보다는 평범하다"고 말했다. 맥엘로이는 게임의 전투 메커니즘을 비판하면서 "전략이 거의 필요하지 않다"며 "게임에서 가장 강력한 적이라도 쉽게 속일 수 있다. 모든 적에게는 결코 지나갈 수 없는 보이지 않는 경계가 있으므로 적을 물리치는 것은 매우 쉽다. 때리고 경계까지 달려가는 걸 반복한다"고 말했다.
Jeuxvideo.com의 카라즈(Kaaraj)는 게임의 컷신을 칭찬했지만 그 중 몇 개만 있다는 이유로 게임을 비판했다.